# Fuente de Oro

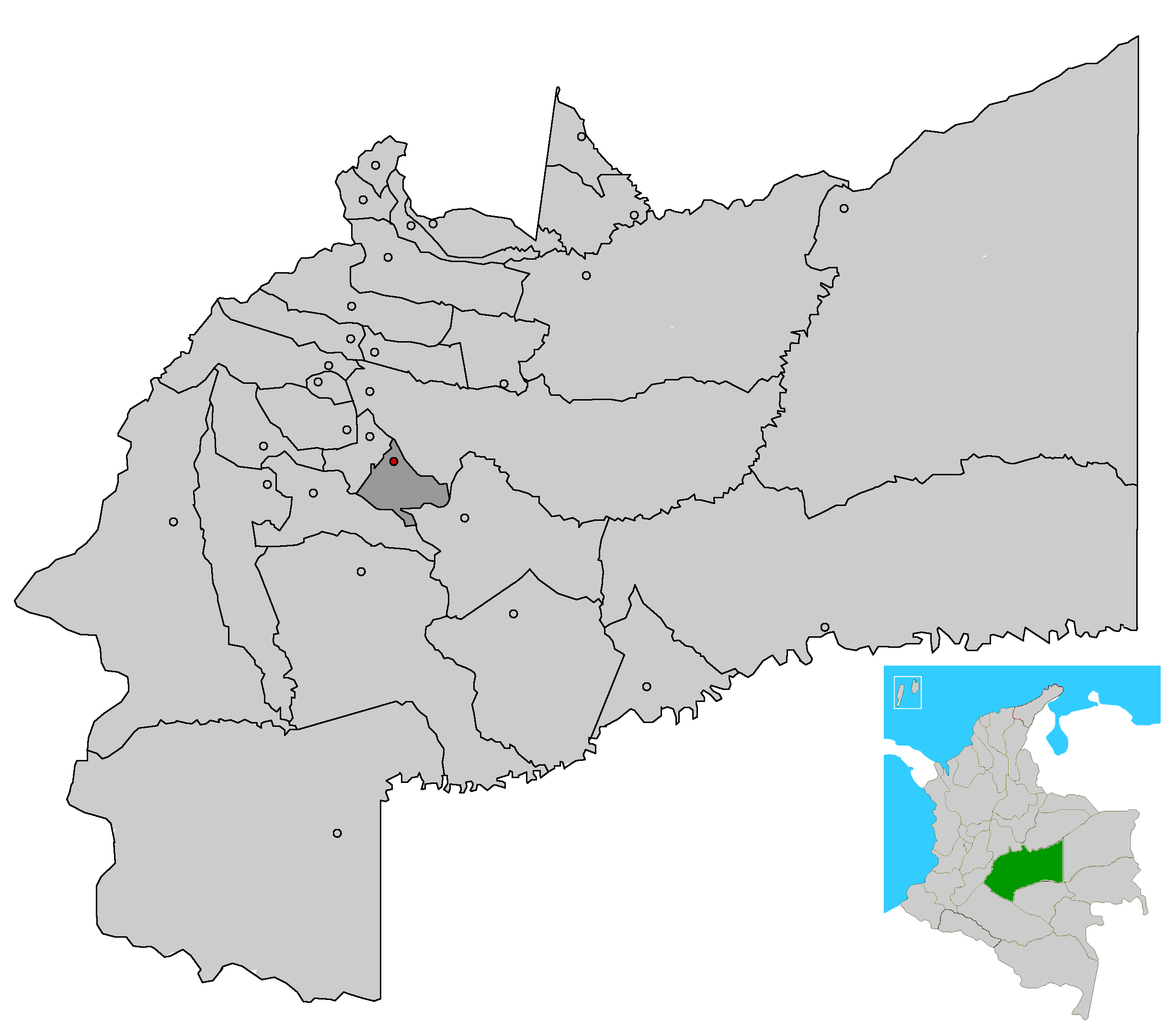
Mapa com localização da cidade "Fuente de Oro" destacada

Fuente de Oro é um município da Colômbia, localizado no departamento de Meta.